# Isländische Badminton-Mannschaftsmeisterschaft 2025
Die Isländische Badminton-Mannschaftsmeisterschaft 2025 fand im Modus „Jeder gegen jeden“ am 8. Februar und am 29. März 2025 in Reykjavík statt. Meister wurde das Team von Tennis- og Badmintonfélag Reykjavíkur.

## Endstand
| Platz | Team                | Punkte | Spiele | G | U | V | Spielpunkte |   |    | Sätze |   |    | Bälle |   |      |
| ----- | ------------------- | ------ | ------ | - | - | - | ----------- | - | -- | ----- | - | -- | ----- | - | ---- |
| 1     | TBR-A               | 8      | 4      | 4 | 0 | 0 | 24          | - | 4  | 49    | - | 10 | 1135  | - | 822  |
| 2     | BH                  | 4      | 4      | 2 | 0 | 2 | 12          | - | 16 | 27    | - | 36 | 1097  | - | 1100 |
| 3     | TBR-Týnda kynslóðin | 0      | 4      | 0 | 0 | 4 | 6           | - | 22 | 16    | - | 46 | 890   | - | 1200 |